# Kafin Hausa
Kafin Hausa é uma Área de governo local do Jigawa (estado), Nigéria. Sua sede fica na cidade de Kafin Hausa.
Tem uma área de 1,380 km² e uma população de 271,058 no censo de 2006.
O código postal da área é 731.